# Willem van Moerbeke
|  | Per a altres significats, vegeu «Moorbek». |

Willem van Moerbeke   (Moerbeke i Morbecque, 1215 - Corint, 1286 (<20 d'octubre de 1286)) Guillem de Moerbeke en català, va ser un frare dominic flamenc reconegut per traduir moltes obres d'autors clàssics.
Va viure a Viterbo i va participar en el Concili de Lió II. El 1277 va estar nomenat bisbe de Corint, un enclavat del ritu llatí al territori ortodox.
Tomàs d'Aquino va encarregar-li d'una traducció completa de l'obra d'Aristòtil. A les seves traduccions, fetes a partir del text original grec, va corregir molts errors de traductors anteriors que van utilitzar traduccions de segona mà en sirià. La seva obra manté una importància tot i avui, com que molts dels originals dels texts que va traduir van perdre's.

## Obra
Per demanda de Tomàs d'Aquino, segons s'assumeix tot i que les fonts documentals no són clares, emprengué la traducció de les obres d'Aristòtil i la revisió d'algunes traduccions ja existents. Fou el primer traductor de Política (1260). La raó de la petició va deure's al fet que les còpies llatines en circulació tenien el seu origen a Espanya (Gerard de Cremona) i procedien de l'escola àrab d'Averrois i a través de versions sirianes traduïdes a l'àrab des del grec original. Aristòtil es convertí després de totes aquestes traduccions en una font d'errors teològics i filosòfics a mercè de successives malinterpretacions. L'obra de Moerbeke fou l'estàndard clàssic des d'aleshores. Al segle xiv Henricus Hervodius reconegué el valor de la seva durabilitat: eren literals (de verbo in verbo), fidels a l'esperit del grec i sense elegància. Moltes de les traduccions de Moerbeke sobrevisqueren àdhuc a la pèrdua dels originals grecs, evitant la desaparició de nombrosos texts d'Aristòtil.
Guillem també va traduir tractats matemàtics d'Heró d'Alexandria i d'Arquimedes. Fou també molt important per exemple la seva traducció dels Elements Teològics de Procle (1268), atès que aquest pensador era una de les fonts fonamentals del neoplatonisme del segle xiii.
La Biblioteca Vaticana manté una col·lecció de còpies de Guillem de Moerbeke de les seves traduccions del matemàtic hel·lè Arquimedes amb comentaris d'Etoci que foren fets el 1269 a la cort papal de Viterbo. Guillem consultà dos dels millors manuscrits grecs d'Arquimedes, avui dia desapareguts.